# Relações entre Chade e França
As relações entre Chade e França referem-se às relações diplomáticas entre a República do Chade e a República Francesa. A França controlou o Chade de 1900 até a independência do país em 1960. Ambas as nações são hoje membros da Francofonia e das Nações Unidas.

## História

### Colonialismo francês

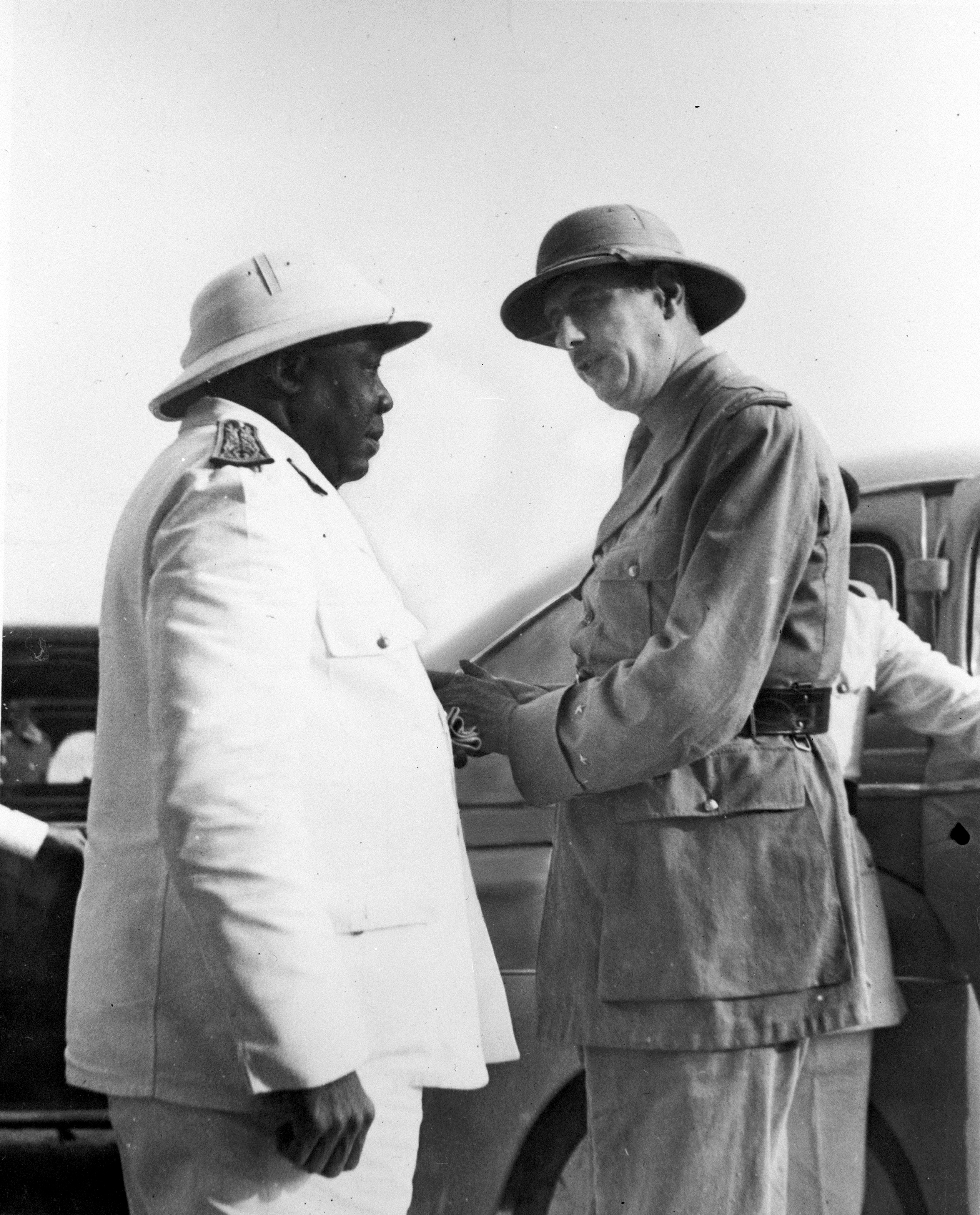
Governador Félix Éboué e General Charles de Gaulle em Fort-Lamy (N'Djamena); 1940.

Durante a partilha da África a França entrou no território do Chade no final da década de 1890. Em abril de 1900, a França lutou contra o senhor da guerra Rabi Azubair e suas forças para controlar o território e conseguiu derrotar as forças de Rabi na Batalha de Kousséri. Após a batalha, a França assumiu o controle do território chadiano (Territoire du Tchad) e este foi incorporado como uma colônia francesa sob a federação da África Equatorial Francesa em 1910.
Em janeiro de 1939, a França nomeou Félix Éboué como primeiro governador do Chade e o primeiro governador negro de uma colônia francesa.  Como governador, Eboué iria alinhar o território do Chade a França Livre após a ocupação alemã do país e do controle alemão da França de Vichy. Em outubro de 1940, o general francês Charles de Gaulle fez uma visita ao Chade e se encontrou com Éboué em Fort-Lamy (atual N'Djamena). Durante a Segunda Guerra Mundial, soldados chadianos participaram da luta pela Libertação de Paris. A França também criou dois regimentos durante a guerra e os nomeou conforme o território (Régiment de marche du Tchad e Régiment de tirailleurs sénégalais du Tchad).

### Independência
Logo após a Segunda Guerra Mundial, a França adotou uma nova constituição em 1946 e concedeu a cidadania francesa plena aos residentes do Chade Francês  e permitiu o estabelecimento de assembleias locais dentro da nova União Francesa. Em março de 1953, De Gaulle fez uma segunda visita ao Chade. Em 1958, os chadianos votaram em um referendo que lhes concedeu maior autonomia. Como resultado, a União Francesa se dissolveu e em 11 de agosto de 1960, o Chade obteve a independência da França.

### Pós-independência
A França foi o principal doador estrangeiro e patrono do Chade nas três primeiras décadas após a independência em 1960. No final da década de 1980, os laços econômicos continuavam fortes e a França fornecia assistência ao desenvolvimento sob a forma de empréstimos e subvenções. Já não era o principal cliente do Chade para exportações agrícolas, mas continuou a fornecer apoio militar substancial.
O Chade permaneceu membro da Comunidade Financeira Africana (CFA), que ligava o valor da sua moeda, o franco CFA, ao franco francês. Os investidores privados e governamentais franceses possuíam uma parte substancial das instituições industriais e financeiras do Chade e o tesouro francês apoiou o Banco dos Estados da África Central (BEAC), que serviu como banco central do Chade e seis outros países membros. A dependência do Chade em relação à França diminuiu ligeiramente durante o mandato de Hissène Habré como presidente, em parte porque os outros doadores e investidores estrangeiros retornaram à medida que a guerra cessava e também porque o aumento das chuvas a a partir de 1985 melhorou a produção de alimentos. As atitudes dos oficiais franceses em relação ao Chade tinham mudado das políticas da década de 1970 sob a liderança de Giscard d'Estaing para as da do governo de François Mitterrand na década de 1980. Os objetivos econômicos, políticos e estratégicos, que enfatizaram a manutenção da influência francesa na África, a exploração dos recursos naturais do Chade e o fortalecimento do estatuto da África francófona como um baluarte contra a expansão da influência soviética, foram substituídos por atitudes nominalmente anticolonialistas. A eleição do governo socialista na França em 1981 coincidiu com condições de quase anarquia no Chade, levando o Partido Socialista da França a reafirmar sua posição ideológica contra uma intervenção de alto nível na África. Esperando evitar um confronto com a Líbia, o presidente Mitterrand limitou o envolvimento militar francês a uma defesa da região que circundava N'Djamena em 1983 e 1984. Depois, aumentando gradualmente seu compromisso de reforçar a presidência de Habré, ampliou novamente a sua atividade militar no Chade.

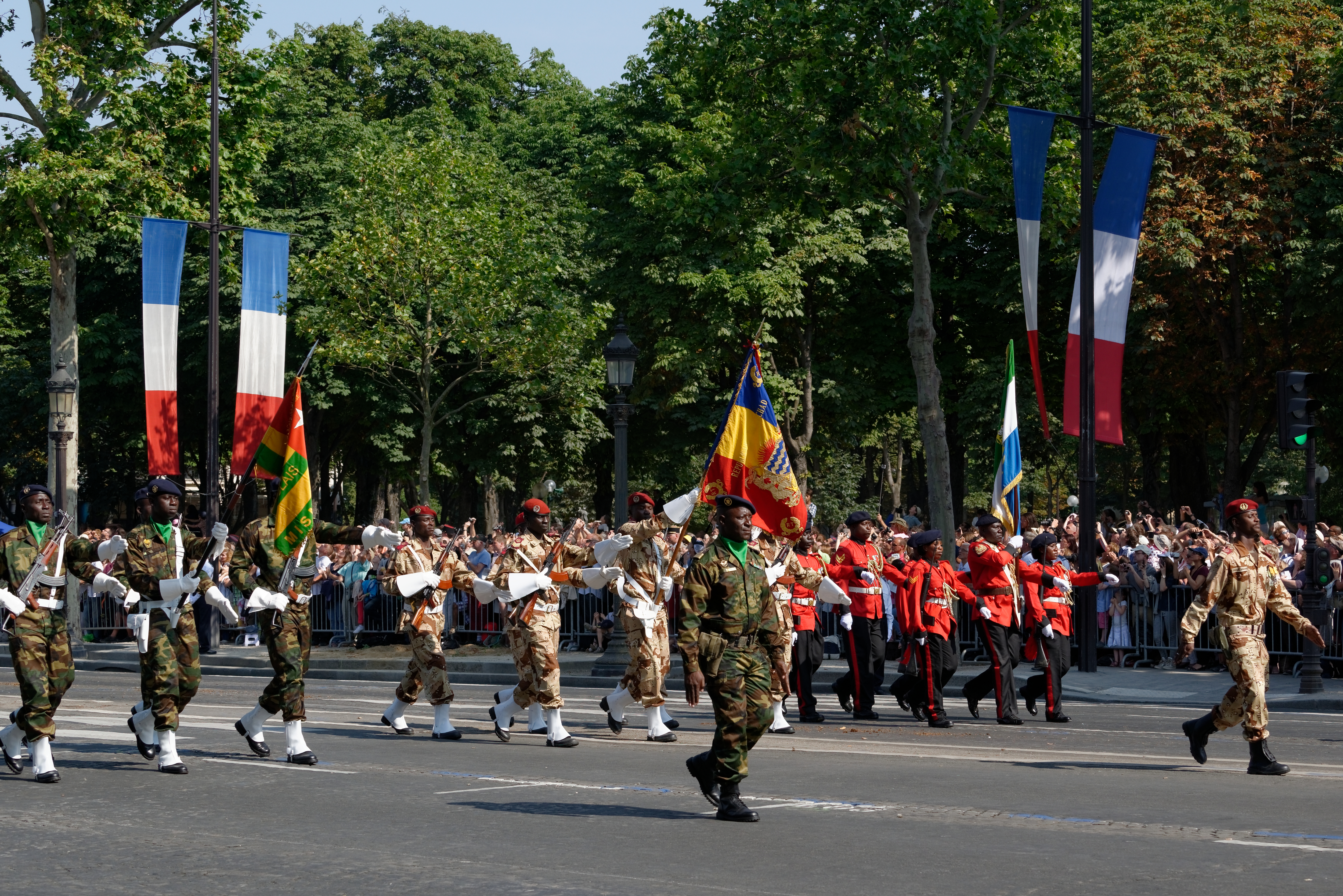
Soldados chadianos participando do desfile militar do Dia da Bastilha; 2013.

Em 1990, a França (juntamente com a Líbia e o Sudão) deu um amplo apoio ao bem-sucedido golpe de Estado de Idriss Déby, que retirou a presidência de Hissene Habré. Desde então, a França tem apoiado Déby de ser destituído do cargo e mantêm uma presença militar no país. Em novembro de 2007, o presidente Nicolas Sarkozy fez uma visita ao Chade.   Em 2008, o presidente Sarkozy afirmou que a relação da França com o Chade, desde que foi criada em uma época com um cenário político diferente, deveria ser renegociada ou encerrada.  Em julho de 2014, o presidente francês, François Hollande, fez uma visita ao Chade.  A França mantém uma base aérea no Aeroporto Internacional de N'Djamena, onde lançou missões humanitárias e de contraterrorismo na República Centro-Africana, no Mali e no Níger.

## Comércio
Em 2016, o comércio total entre o Chade e a França ascendeu a €211 milhões de euros. As principais exportações do Chade para a França são principalmente goma arábica e petróleo. As principais exportações da França para o Chade incluem: medicamentos, farinha, cereais, equipamentos eletrônicos e automóveis.  Empresas multinacionais francesas como a Air France, Le Méridien, Novotel, Société Générale e Total S.A.  operam no Chade.

## Missões diplomáticas residentes

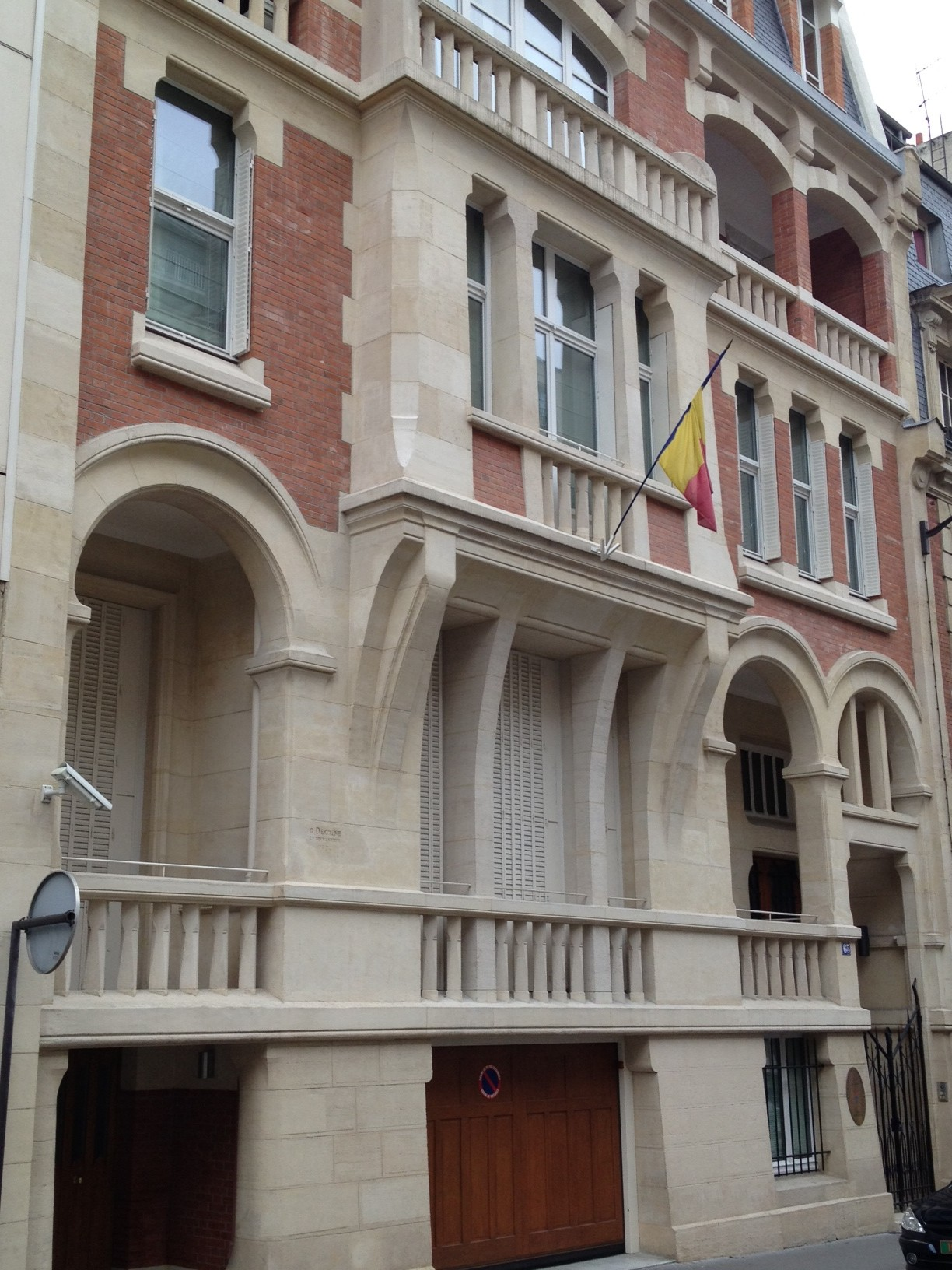
Embaixada do Chade em Paris

- O Chade tem uma embaixada em Paris.[12]
- A França tem uma embaixada em N'Djamena.[13]